# Mažeikiai
Mažeikiai es una ciudad localizada al noroeste de Lituania, en las orillas del río Venta.  Tiene una población de 42.675 habitantes.  Mažeikiai es la cabecera administrativa de la Municipalidad Distrital de Mažeikiai, en el condado de Telšiai, dentro de la región étnica de Samogitia.  Es la ciudad más grande que no tiene su propio condado.
Posee dos iglesias católicas - Santísimo corazón de Jesús y San Francisco de Asigio- escuelas de música, coreografía, escuela politécnica y hospital.

## Historia

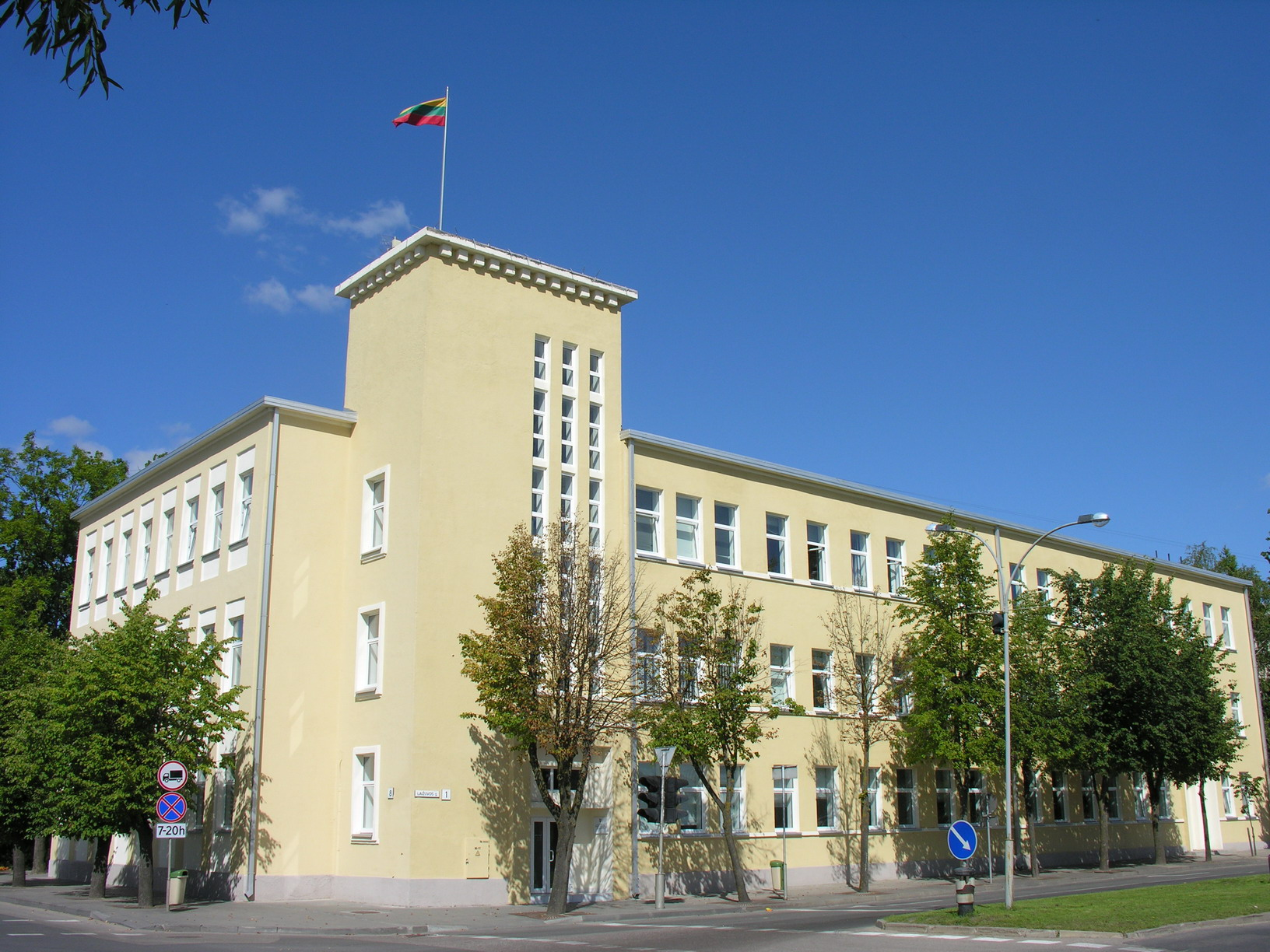
Edificio municipalidad distrital de Mažeikiai

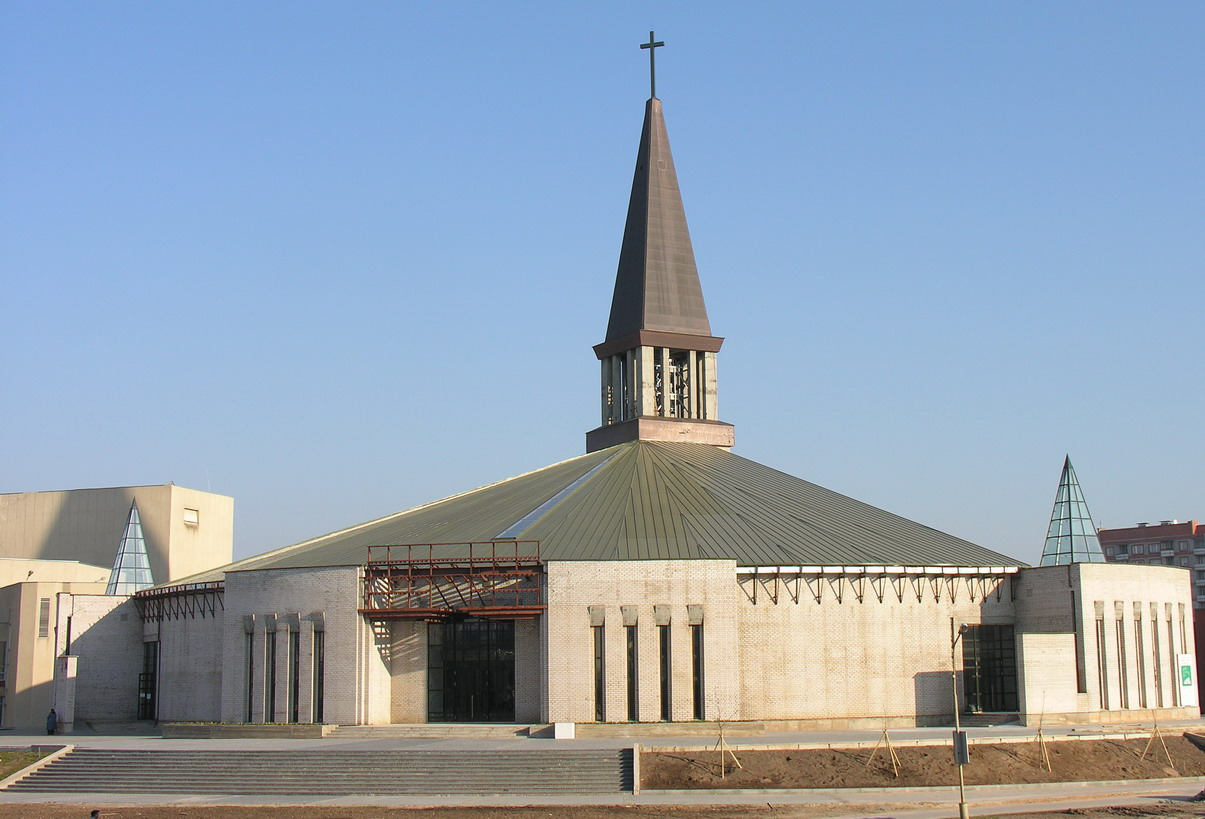
Nueva iglesia de San Francisco de Asís en Mažeikiai

Existen referencias de Mažeikiai a partir del año 1335. Los primeros pobladores vinieron de la costa del Mar Báltico y luego fueron samogitios. Un cronista de la Orden de Livonia escribió sobre una campaña de la Orden, en la que fue devastado la tierra de Duke Mazeika. La ciudad comenzó a crecer rápidamente en 1869 cuando se construyeron la Línea ferroviaria de Libau - Romny llegó la conexión con Vilnius y Liepāja que fue construido. En 1893, la ciudad contaba con 13 tiendas y 5 tabernas. En 1894 fue construido la iglesia ortodoxa y sinagoga había sido fundada unos años antes, en 1902 un Iglesia católica, y en 1906 un Evangélica Luterana en la iglesia. De 1899 a 1918, la ciudad fue llamada Muravyov.
En 1919 Mažeikiai convirtió en el centro del condado y recibió los derechos del autogobierno. Un hospital y una biblioteca se abrieron en 1922 y un museo en 1928. En 1939 la población de la ciudad se registraron 5618 habitantes. En 1940 26 empresas industriales, 4 bancos y una cooperativa de crédito que opere en Mažeikiai.
En 1940 la Unión Soviética ocupó la ciudad y al año siguiente los alemanes ocuparon la ciudad en agosto de 1941 que se produjo un asesinato en masa en que los 4.000 Judíos del distrito Mažeikiai fueron asesinados.
En 1950 se convirtió en el centro de Mažeikiai como distrito.

## Economía
Mažeikiai tiene una importante industria alimenticia láctea, de pan y cerveza. Junto con la ciudad de Juodeikiai es la única planta de tratamiento de petróleo en los países bálticos.

## Ciudades hermanadas
Mažeikiai está hermanada con:
- Havířov, Moravia-Silesia, República Checa
- Maribo, Selandia, Dinamarca.
- Navapolatsk, Bielorrusia.
- Paide, Järva, Estonia.
- Płock, Mazovia, Polonia.
- Saldus, Letonia.